# Пушно-Годовське
Пушно-Годовське (пол. Puszno Godowskie) — село в Польщі, у гміні Ополе-Любельське Опольського повіту Люблінського воєводства.
Населення — 316 осіб (2011).

## Демографія
Демографічна структура станом на 31 березня 2011 року:
|          | Загалом | Допрацездатний вік | Працездатний вік | Постпрацездатний вік |
| -------- | ------- | ------------------ | ---------------- | -------------------- |
| Чоловіки | 158     | 41                 | 102              | 15                   |
| Жінки    | 158     | 26                 | 89               | 43                   |
| Разом    | 316     | 67                 | 191              | 58                   |